# Kola (ciudad)
Kola (en ruso: Кóла; en sami septentrional: Guoládat, en sami skolt: Kuâlõk) es una ciudad rusa, capital del raión homónimo en la óblast de Múrmansk.
Está situada en la confluencia de los ríos río Kola y río Tuloma, a 12 km al sur de Múrmansk, la capital del óblast y 24 km al sudoeste de Severomorsk. Es la ciudad más antigua de la península de Kola.
En 2023, la ciudad tenía una población de 8933 habitantes. En su territorio no hay pedanías.

## Historia

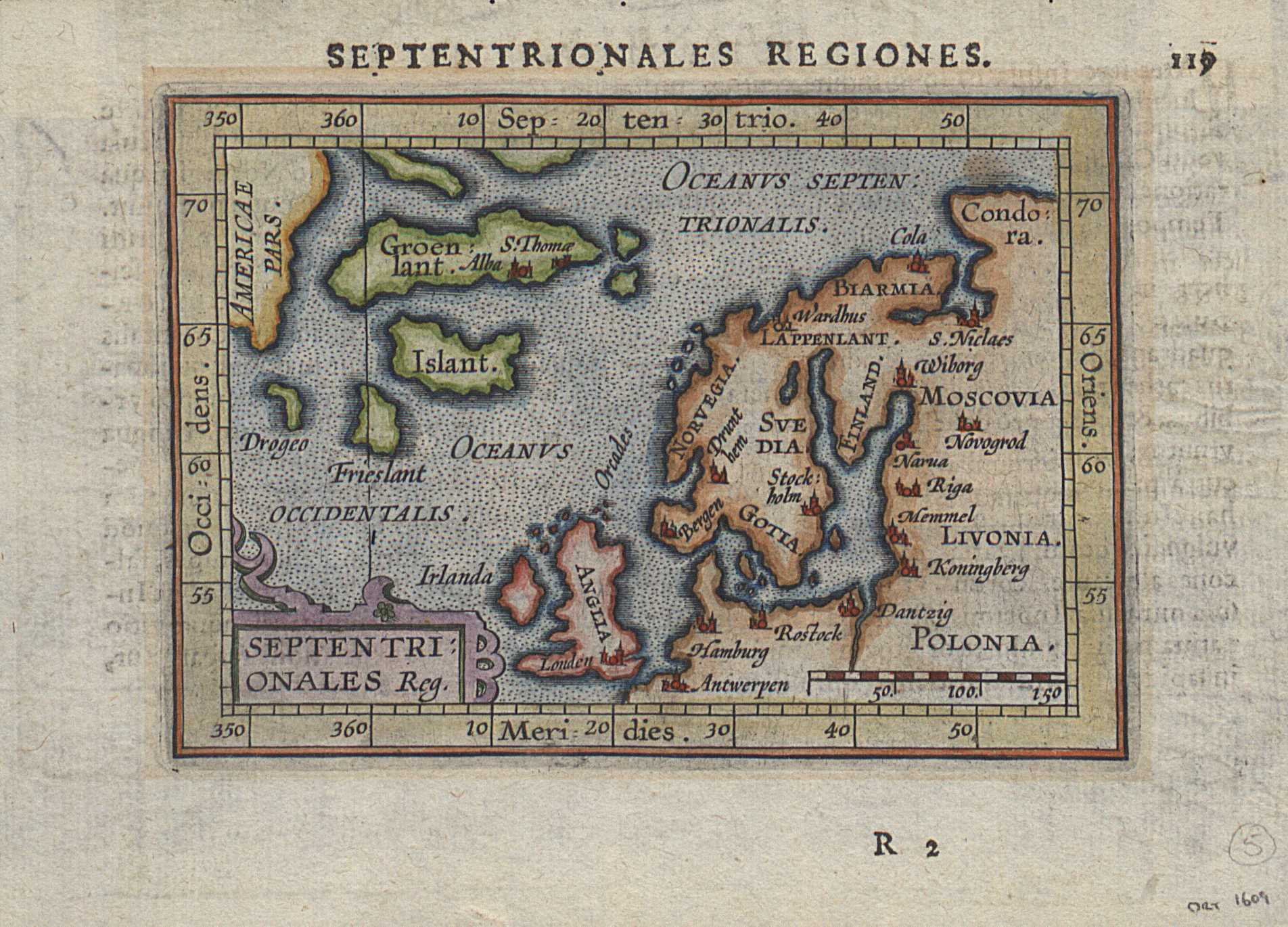
Mapa holandés de 1601 elaborado por Johannes Vrients donde se muestra la ciudad

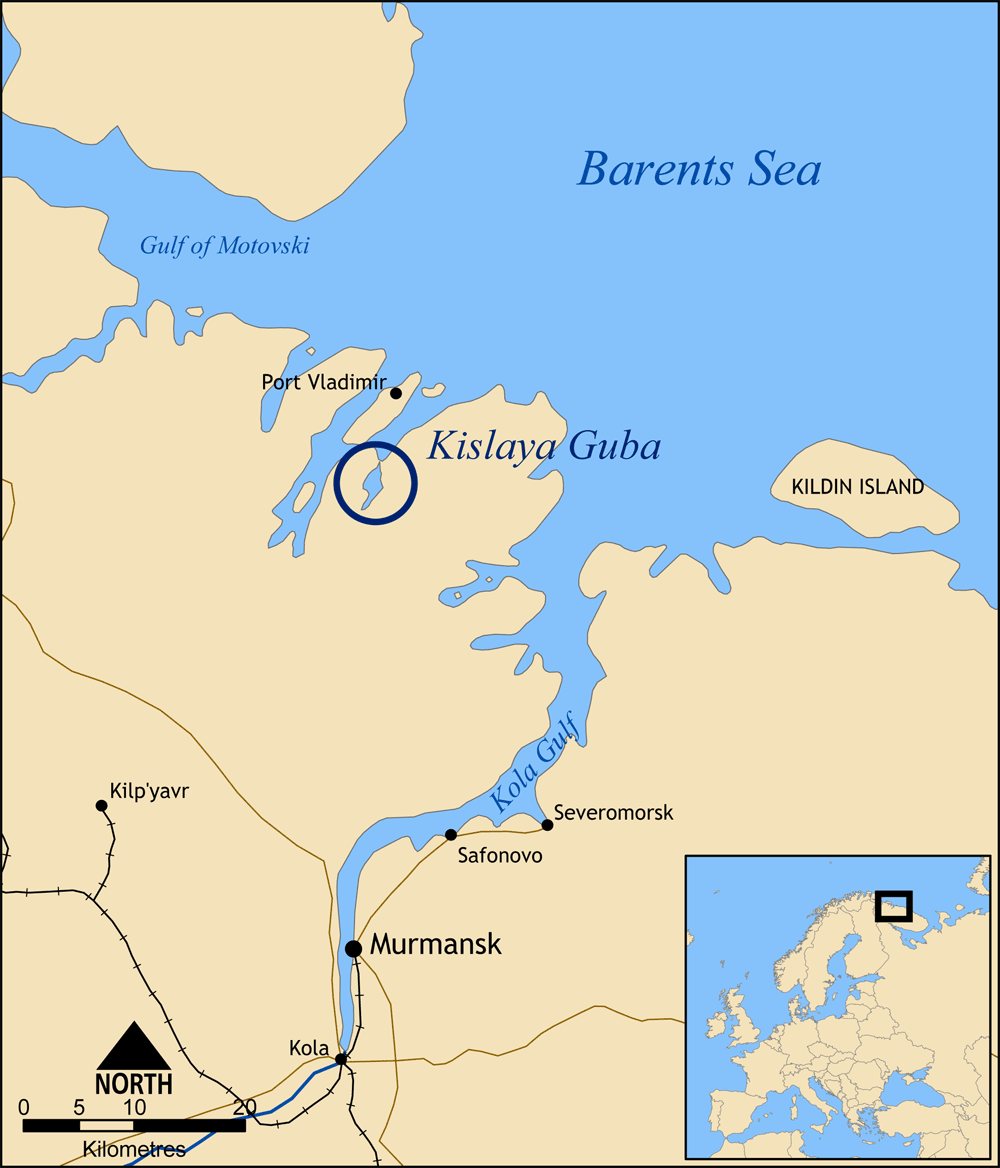
Mapa de la bahía de Kislaya donde aparece Kola

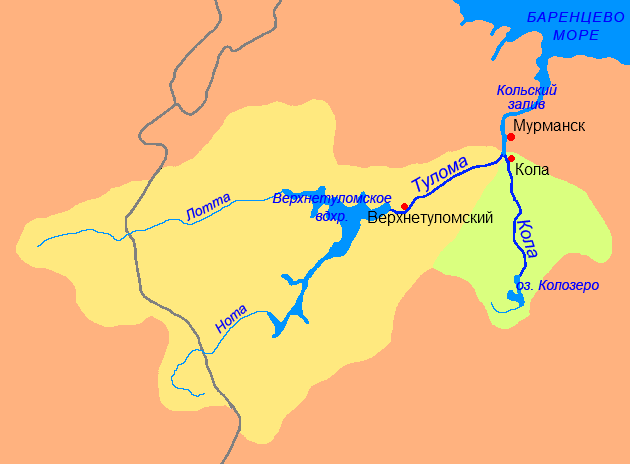
Mapa que muestra la cuenca del río Tuloma (Тулома) —en amarillo— y la del Kola (Кола) —en verde— y en el que aparece Kola (Кола)

El distrito de Kola es mencionado por primera vez en las crónicas rusas de 1264. La región fue colonizada por los pomor, que construyeron el fuerte de Kola en 1565. Los suecos no pudieron apoderase del fuerte en la guerra ruso-sueca de 1590-95. En el siglo XVII conoce un período de prosperidad como punto de partida de las expediciones navales de los pomor hacia Spitzbergen y Nueva Zembla. Los monjes del monasterio de Pechenga también se instalaron aquí.
Kola fue elevaba al estatus de ciudad en 1784, pero entró en una fase de declive a raíz del acceso de Rusia al mar Báltico. El gobierno zarista lo utilizó como lugar de exilio de diversos adversarios políticos. Durante la guerra de Crimea, un buque de guerra británico bombardeó la ciudad durante veinte horas, reduciéndola a cenizas. En consecuencia, el centro administrativo del uyezd (ancestro del raión) se transfirió a Kem. La ciudad, en ruinas, fue rápidamente eclipsada por Múrmansk, de la que se convirtió en satélite. Fue oficialmente clasificada como comuna rural entre 1926 y 1965.

## Demografía
| 1897 | 1959 | 1979   | 1989   | 2002   | 2008   |
| ---- | ---- | ------ | ------ | ------ | ------ |
| 600  | 8300 | 13 300 | 16 500 | 11 060 | 10 545 |

## Patrimonio
Los muros de tierra y los fosos de la antigua fortaleza subsisten, aunque el mayor monumento de Kola es la catedral de la Anunciación. Construida de 1800 a 1809, es probablemente la primera construcción de piedra de la península de Kola. Los otros centros de interés de la ciudad son el museo etnográfico pomor y Murmashí, pueblo en el que se encuentra el manantial termal más septentrional de Rusia.

## Ciudades hermanadas
- Inari